# ديفيد مكنيل
ديفيد مكنيل (بالإنجليزية: David McNeill)‏ هو عالم نفس أمريكي، ولد في 1933 في كاليفورنيا في الولايات المتحدة.